# ساقی (فیلم ۱۳۸۰)
ساقی فیلمی به کارگردانی و نویسندگی محمدرضا اعلامی و تهیه‌کنندگی مرتضی شایسته محصول سال ۱۳۸۰ است.

## خلاصه داستان
رضا تهرانی جوانی که توزیع‌کننده فیلم‌های ویدئویی قاچاق است، کم کم توسط یک دندانپزشک به نام باقری به توزیع مواد مخدر روی می‌آورد و...

## بازیگران
| بازیگر            | نقش     |
| بهرام رادان       | رضا     |
| یکتا ناصر         | آرزو    |
| محمدرضا داوودنژاد | تکین    |
| بهیمه کیمیایی     | عمه شری |
| مجید مشیری        | بهادر   |
| علی جلالی         | فرخ     |

## جشنواره‌ها
فیلم ساقی در پنجمین دوره جشن خانه سینما (۱۳۸۰) حضور داشته‌ است.